# Argylle – Tajny szpieg
Argylle – Tajny szpieg (oryg. Argylle) – brytyjsko-amerykański film akcji z 2024 roku w reżyserii Matthew Vaughna. W głównych rolach wystąpili Bryce Dallas Howard i Sam Rockwell.

## Fabuła
Elly Conway, autorka serii bestsellerowych powieści szpiegowskich żyje samotnie zajmując się kotem Alfiem. Główną postacią jej książek jest tajny agent imieniem Argylle, który zajmuje się misją rozwiązania działającego na skalę światową syndykatu szpiegowskiego. Kiedy okazuje się, że fabuła jej książek zaczyna przypominać działania prawdziwej groźnej organizacji szpiegowskiej, zaciera się bariera między wykreowanym przez nią światem a rzeczywistością. Jej życie ulega diametralnej zmianie i w towarzystwie agenta Aidena rusza w podróż po świecie, aby pokrzyżować plany niebezpiecznym zabójcom.

## Obsada
- Bryce Dallas Howard jako Elly Conway
- Sam Rockwell jako Aidan Wilde
- Henry Cavill jako Argylle
- Bryan Cranston jako dyrektor Ritter
- Catherine O’Hara jako Ruth
- Samuel L. Jackson jako Alfie
- John Cena jako Wyatt
- Dua Lipa jako Lagrange
- Ariana DeBose jako Keira
- Sofia Boutella jako Saba Al-Badr
- Tomiwa Edun jako zastępca Nolan
- Richard E. Grant jako dyrektor Fowler
- Rob Delaney jako zastępca dyrektora Powell
- Jing Lusi jako Li Na[2]

## Produkcja
Zdjęcia do filmu kręcono w Grecji (Santorini), na Teneryfie w Hiszpanii i w Londynie w Wielkiej Brytanii (m.in. przy pomniku Albert Memorial). Ujęcia studyjne nakręcono natomiast w Bovingdon Airfield Studios w miejscowości Bovingdon.

## Odbiór

### Box office
Budżet filmu jest szacowany na 200 milionów dolarów. W Stanach Zjednoczonych film zarobił 45,2 mln USD, natomiast w innych krajach przychody wyniosły około 50,3 mln USD, co przenosi się na łączny przychód ze sprzedaży biletów w wysokości blisko 95,5 miliona dolarów.

### Reakcja krytyków
Film spotkał się z negatywną reakcją krytyków. W agregatorze recenzji Rotten Tomatoes 33% z 286 recenzji uznano za pozytywne, a średnia ocen wyniosła 4,9 na 10. Z kolei w agregatorze Metacritic średnia ważona ocen z 57 recenzji wyniosła 35 punktów na 100.